# 季心
季心（？—？），中国汉朝的游侠，楚人，季布弟。气盖关中，遇人恭谨，为任侠，方数千里，士人都争着为他而死。杀人逃亡吴地，被袁盎藏匿，他认袁盎为兄，灌夫、籍福为弟。后为中尉司马。中尉郅都也不敢不加礼。当时，季心以勇，季布以诺，闻名关中。

## 延伸阅读
[在维基数据编辑]
 《史記/卷100》，出自司馬遷《史記》